# Championnat du Chili de football 1938
Navigation
Saison précédente Saison suivante
La saison 1938 du Championnat du Chili de football est la sixième édition du championnat de première division au Chili. Les sept clubs participants sont regroupés au sein d'une poule unique où ils s'affrontent deux seule fois au cours de la saison, à domicile et à l'extérieur. À la fin de la compétition, il n'y a pas de relégation et trois clubs de Segunda División sont promus.
C'est le Deportes Magallanes qui remporte la compétition, après avoir terminé en tête du classement final, avec un seul point d'avance sur le club d'Audax Italiano et deux sur le tenant du titre, Colo Colo. C'est le quatrième titre de champion du Chili de l'histoire du club.

## Les clubs participants
| - Deportes Magallanes - Colo Colo - Santiago Badminton FC - CF Universidad de Chile - Promu de Segunda División | - Unión Española - Audax Italiano - Club de Deportes Santiago Morning |

## Compétition
Le barème utilisé pour établir le classement est le suivant :
- Victoire : 2 points
- Match nul : 1 point
- Défaite : 0 point

### Classement
| Rang | Équipe                    | Pts | J  | G | N | P | Bp | Bc | Diff |
| ---- | ------------------------- | --- | -- | - | - | - | -- | -- | ---- |
| 1    | Deportes Magallanes       | 16  | 12 | 7 | 2 | 3 | 41 | 28 | +13  |
| 2    | Audax Italiano            | 15  | 12 | 7 | 1 | 4 | 32 | 23 | +9   |
| 3    | Colo-Colo T               | 14  | 12 | 7 | 0 | 5 | 57 | 39 | +18  |
| 4    | Unión Española            | 13  | 12 | 6 | 1 | 5 | 25 | 24 | +1   |
| 5    | CD Santiago Morning       | 12  | 12 | 5 | 2 | 5 | 33 | 44 | -11  |
| 6    | Santiago Badminton FC     | 8   | 12 | 4 | 0 | 8 | 45 | 53 | -8   |
| 7    | CF Universidad de Chile P | 6   | 12 | 2 | 2 | 8 | 17 | 39 | -22  |

|  | Champion du Chili 1938                            |
|  | T : Tenant du titre P : Promu de Segunda División |

## Bilan de la saison
| Championnat du Chili de football 1938 |                                                           |
| Champion                              | Deportes Magallanes (4e titre)                            |
| Promotions et relégations             |                                                           |
| Promus en Primera División            | Club Metropolitano CD Green Cross CD Universidad Católica |
| Relégués en Segunda División          | Aucun                                                     |